# Moonlight (informatique)
Pour les articles homonymes, voir Moonlight.
Moonlight est une tentative par Novell de développer une implémentation de Silverlight libre pour les systèmes Unix.
En décembre 2011, Miguel de Icaza annonce que tout développement de Moonlight est finalement abandonné.
Moonlight utilisait la technologie .NET par l'intermédiaire du cadre de programmation Mono.